# Sätra gårds kvarn

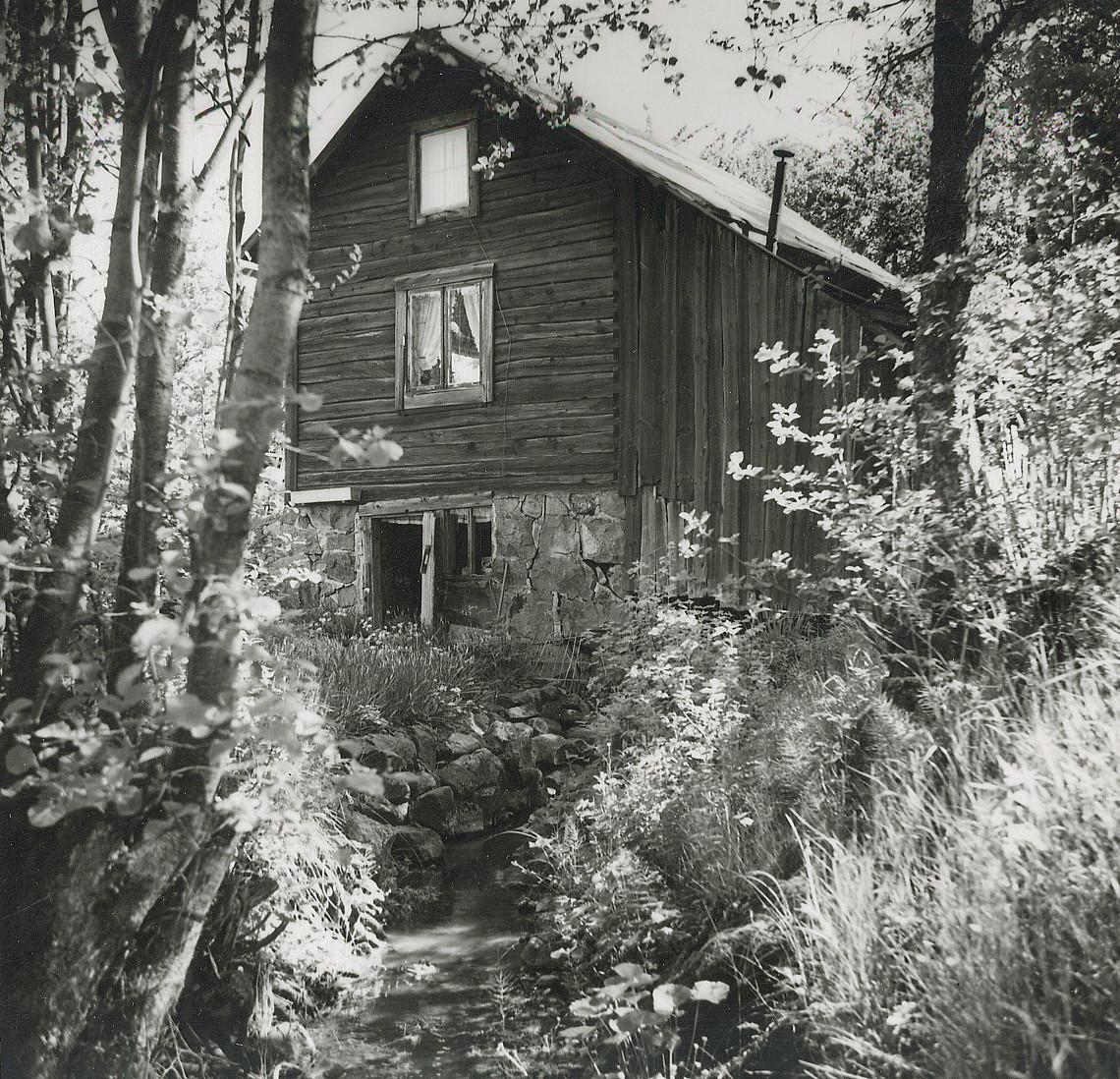
Sätra gårds kvarn 1962.

Sätra gårds kvarn var en vattenkvarn vid Sätra gård i stadsdelen Sätra, södra Stockholm. Kvarnen anlades troligen i slutet av 1700-talet och brann ner 1968. Till kvarnen hörde mjölnarstugan som fortfarande finns bevarad.

## Historik

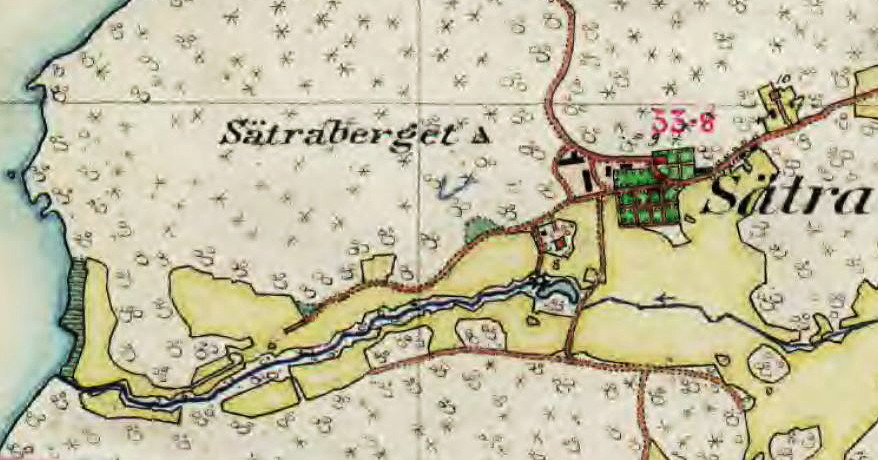
Kvarnen och Sätraån omkring år 1900.

Strax sydväst om  Sätra gård stod en vattenkvarn som malde säd till mjöl för gårdens behov. Vattenkraften hämtades från Sätraån som förde mycket mera vatten innan Sätras bostadsproduktion satte igång på 1960- och 70-talen. Dessutom hade ån dämts upp till en mindre kvarndamm (dagens spegeldamm i Borgmästare Skyttes park). 
Själva kvarnbyggnaden var en timrad och rödmålad envåningsbyggnad med källare och inredd vind. Tillbyggnaden för vattenhjulet var brädklädd. På häradsekonomiska kartan från år 1901 är kvarnen markerad. Kvarnbyggnaden fanns kvar fram till 1969 då den brann upp. Innan dess nyttjades den som sommarstuga. Efter kvarnbyggnaden finns numera bara fundament i gråsten kvar (den tidigare källaren) intill en nästan uttorkat bäckfåra. 
Mjölnarstugan däremot är fortfarande bevarad. Den uppfördes i slutet av 1700-talet (enligt RAÄ:s bebyggelseregister mellan 1850 och 1899) som bostadshus till Sätra gårds mjölnare och står på en liten kulle med nuvarande adress Sätragårdsvägen 183. Fram till 1970-talet var mjölnarstugan bostad för olika familjer, därefter stod den tom frånsett att några föreningar använde huset som möteslokal. Underhållet eftersattes och stugan förföll. 1989 fick Sätrascouterna ta över byggnaden och rustade upp den. Idag (2016) har ett byggnadsföretag sitt platskontor i den gamla mjölnarstugan.

## Bilder

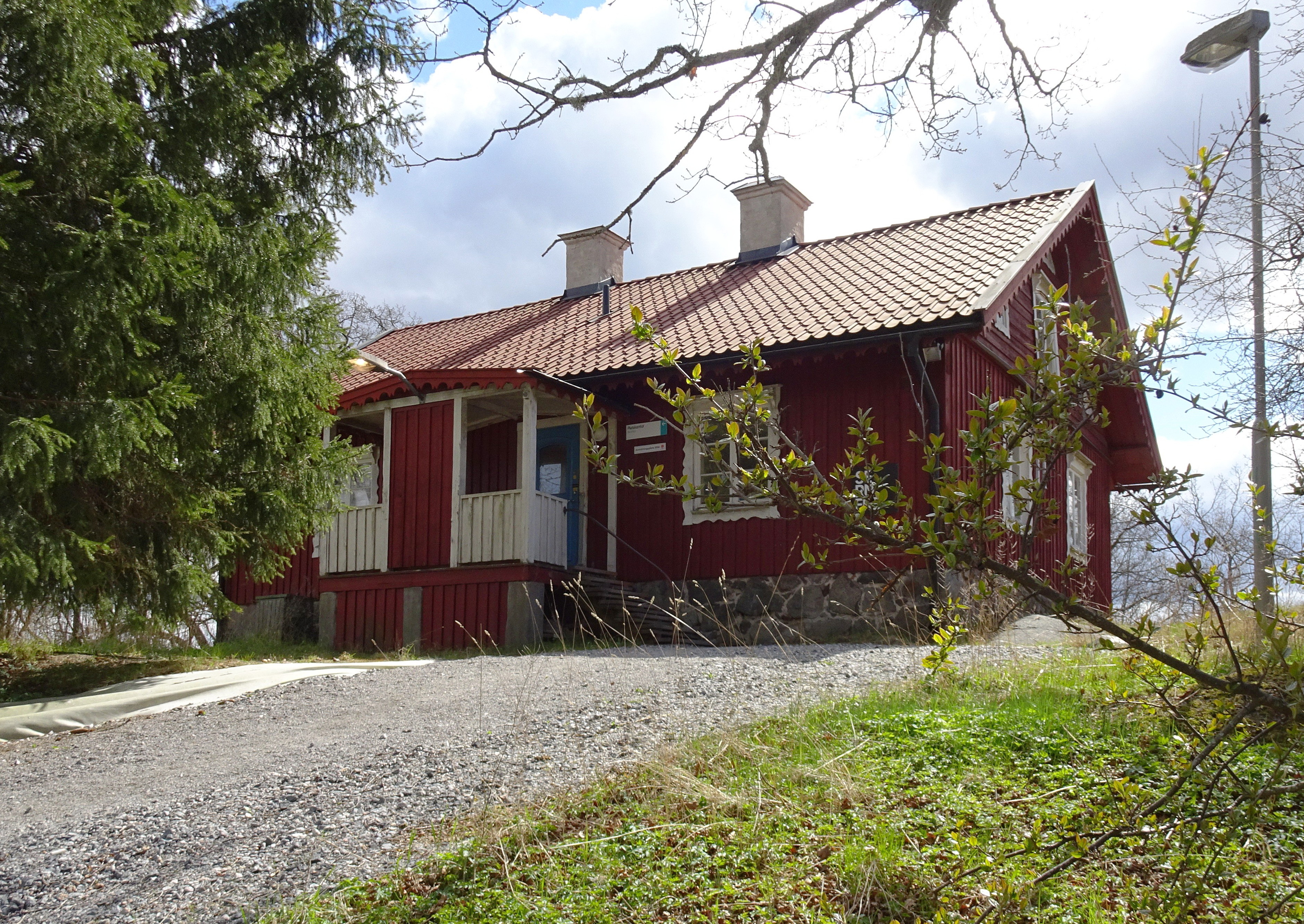
Mjölnarstugan
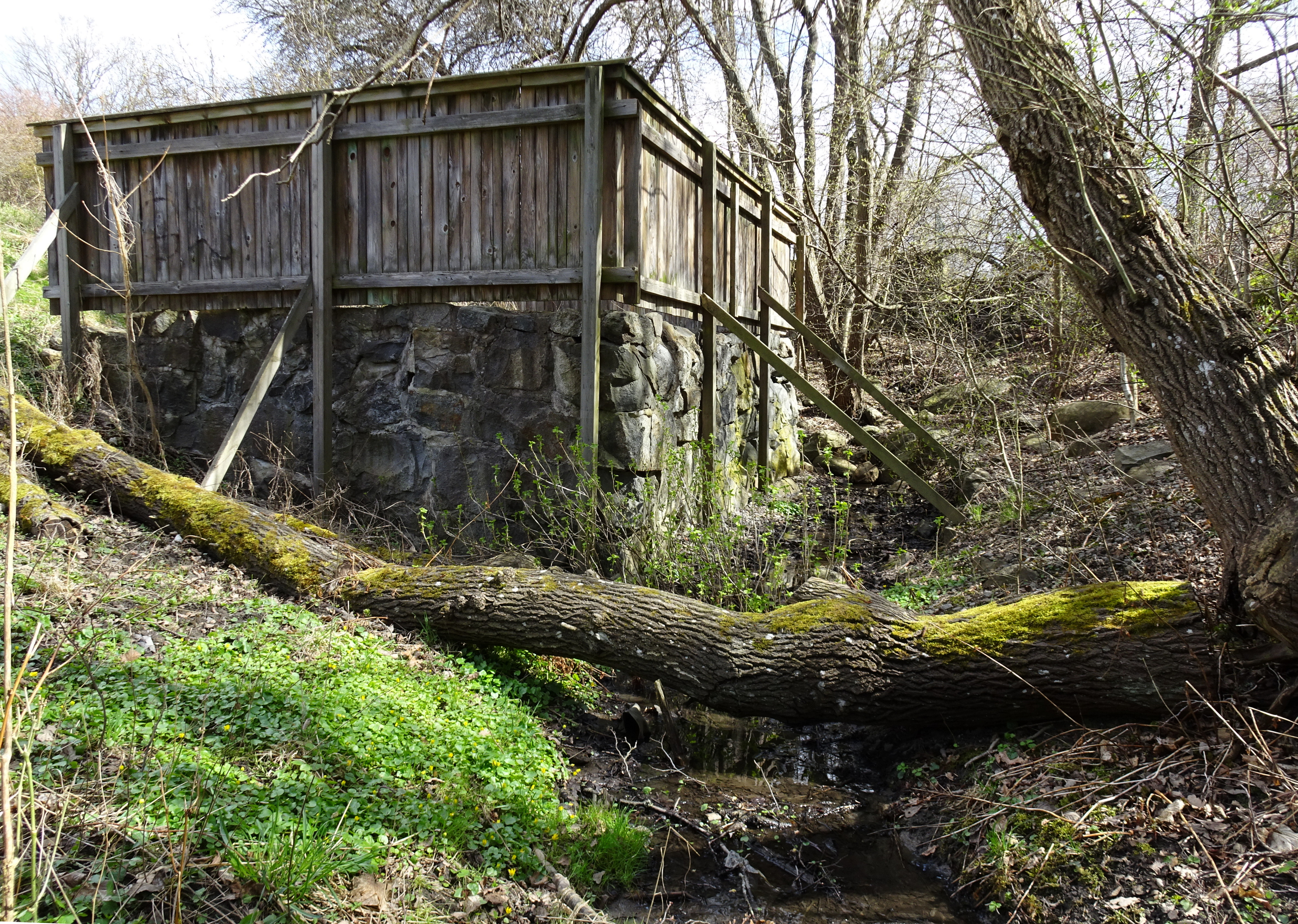
Kvarnstugans fundament och Sätraån
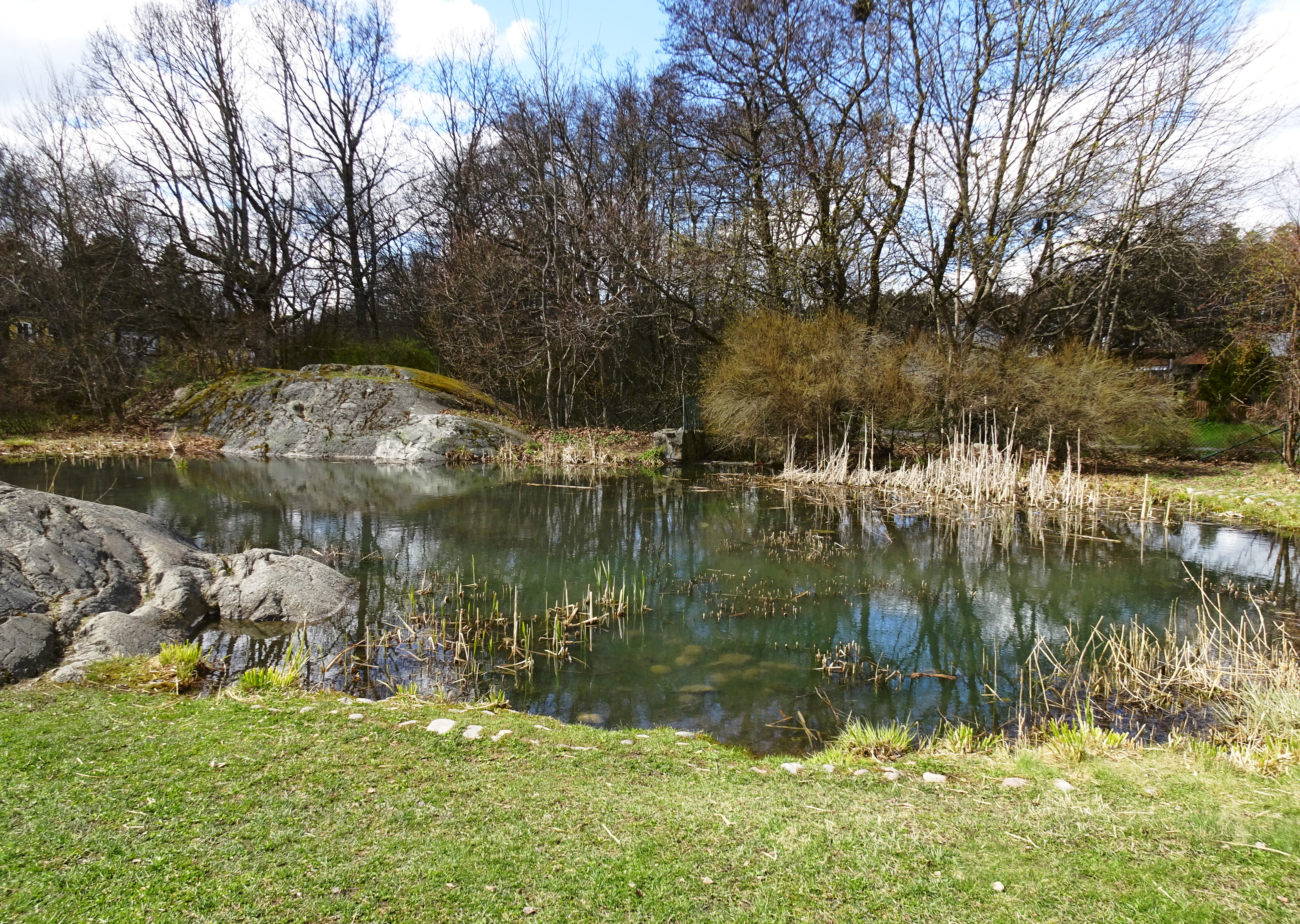
Den tidigare kvarndammen
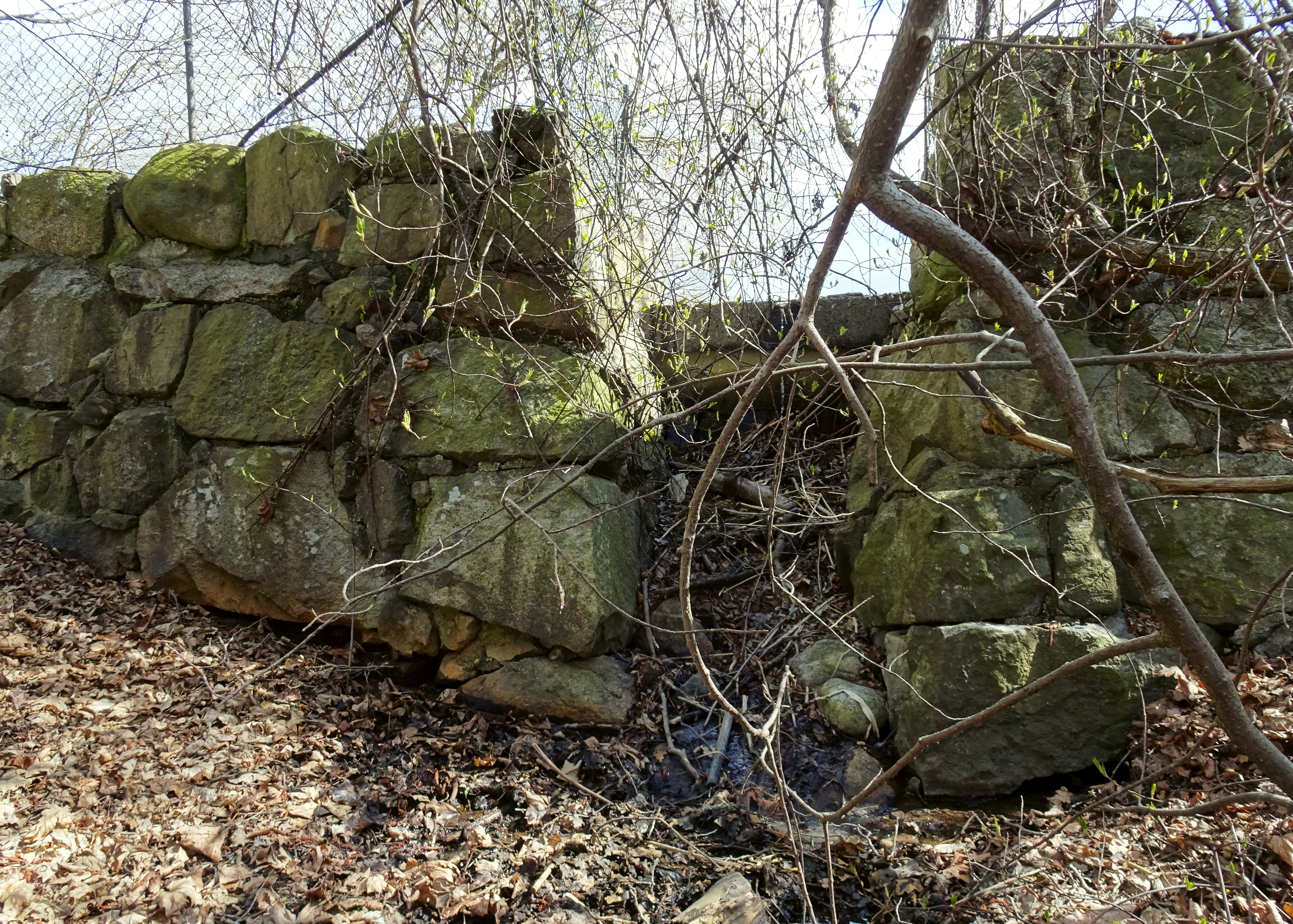
Kvarndammens öppning